# Norrbottens landskapsvapen
Norrbottens landskapsvapen  är Sveriges nyaste, fastställt år 1995.
Blasonering: Sju gånger medelst vågskuror av blått och guld styckat fält med en blå vänstersnedstam.
Vapenbilden syftar på Torne, Kalix, Lule och Pite älvar, som rinner ut i Bottenviken. Vapnet skiljer sig något i utformningen från de äldre landskapsvapnen med ursprung i stormaktstiden, och påminner mest om Medelpads landskapsvapen.
Norrbotten var ursprungligen en del av landskapet Västerbotten. Det delades år 1810 mellan Västerbottens och Norrbottens län. Därefter började den norra delen av det gamla Västerbotten alltmer uppfattas som ett eget landskap. Under 1900-talet tilldelades Norrbotten, liksom andra landskap allehanda symboler, som landskapsblomma etc.
Dock saknades ett heraldiskt vapen, och det fanns även en opinion som motsatte sig införandet av ett sådant, då landskapet inte tillhörde de ursprungliga. Inom landskapet och dess kommuner fanns dock en motsatt opinion. Länsstyrelsen i Norrbottens län tillsatte år 1992 en arbetsgrupp för att arbeta med frågan om ett separat landskapsvapen för Norrbotten och ett sådant utarbetades. Vapnet fastställdes den 7 april 1995 genom beslut av länsstyrelsens styrelse. Det registrerades hos Patent- och registreringsverket den 25 augusti 1995.

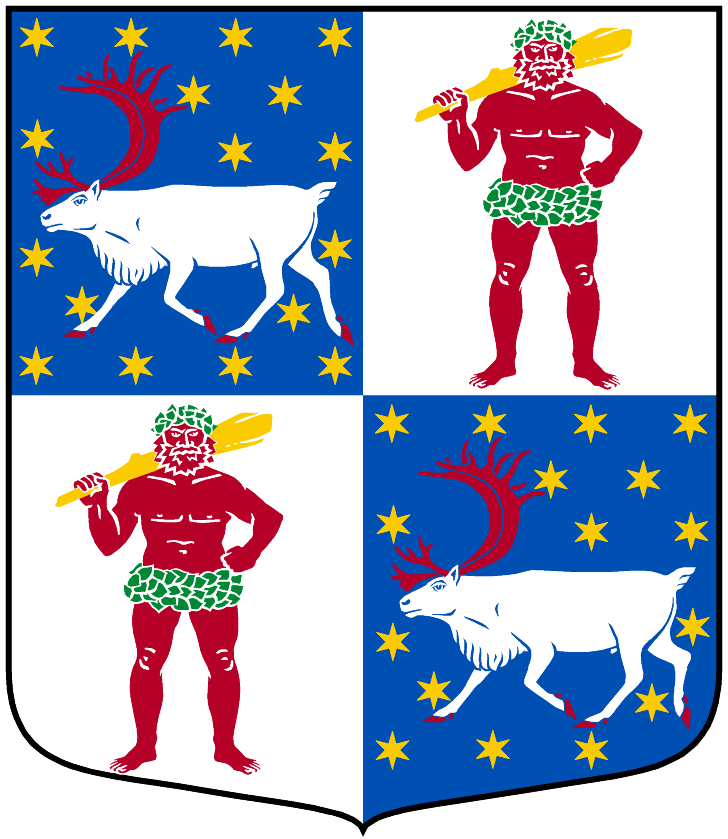
Norrbottens läns vapen

Frågan om huruvida vapnet för Norrbottens län borde anpassas till detta togs inte upp i denna utredning. Men länsstyrelsen bedömde år 2002, i samråd med statsheraldiker Henrik Klackenberg, att länsvapnet inte bör anpassas. Med motiveringen att Norrbottens landskapsvapen inte anses som inarbetat och känt bland allmänheten, samt vidare att renen upplevs som en naturlig symbol även för Norrbotten.